# Ballonexpulsionstest
Der Ballonexpulsionstest wird zur differenzierten Diagnose der chronischen Verstopfung (Obstipation) verwendet, sowie bei Patienten mit schwerer Verstopfung, vor allem dann, wenn die Patienten den Eindruck haben, zwar Stuhldrang zu haben, den Stuhl aber nicht entleeren zu können. Für den Test wird ein kleiner, an einem Schlauch befestigter Ballon in den Enddarm eingeführt und über den Schlauch mit Wasser gefüllt. Anschließend wird der Patient gebeten, den Ballon aus dem Darm herauszupressen. Daran ob und gegebenenfalls mit wie viel Unterstützung durch zusätzliche Gewichte (30–300 g) das gelingt, lässt sich erkennen, welche Art der Stuhlentleerungsstörung in Frage kommt.